# Late of the Pier
Late of the Pier war eine Dance-Punk-Gruppe aus Castle Donington, England, die von Samuel Potter, Samuel Eastgate, Andrew Faley und Ross Dawson gegründet wurde. 

## Geschichte
Late of the Pier gründeten sich im Jahr 2004 und veröffentlichten ihre erste Single, Space and the Woods, im Jahr 2007, nach dem sie auf einigen Festivals aufspielten. Ihr erstes Album, Fantasy Black Chanel, veröffentlichte die Musikgruppe ein Jahr später im Jahr 2008, welches den Neptune Music Prize erhielt und als Neueinsteiger Platz 28 – die Singleauskopplung  Heartbeat Platz 98 – in den britischen Musikcharts belegen konnte. Im Jahr 2010 erfolgte die Auflösung von Late of the Pier, da sich die Bandmitglieder vermehrt ihren eigenen Soloprojekten zuwendeten.

## Diskografie (Auswahl)

### Alben
- 2008: Fantasy Black Channel (Parlophone, Zarcorp)

### Singles und EPs
- 2007: Bathroom Gurgle (Moshi Moshi Records)
- 2007: Space and the Woods (Way Out West Records)
- 2008: Heartbeat (Parlophone, Zarcorp)
- 2008: Echoclistel Lambietroy (Parlophone, Zarcorp)
- 2008: The Bears Are Coming (Zarcorp)
- 2008: Mad Dogs and Enlishman (Because Music, Parlophone)
- 2009: Bluberry (Phantasy Sound)
- 2010: Remixes EP (Phantasy Sound)
- 2010: Best in the Class / Blueberry (Phantasy Sound)